# بور مورتنسن
بور مورتنسن (انگلیسی: Børge Mortensen; ۳ نوامبر ۱۹۲۱ – ۱۶ اکتبر ۲۰۰۵) دوچرخه‌سوار اهل دانمارک بود.